# Zuid-Kuta
Zuid Kuta (Indonesisch:Kecamatan Kuta Selatan) is een district in Badung van Bali.
Het beslaat 101,13 km² met een bevolking van 116.143 mensen (2010 Census). Net als andere plaatsen in het regentschap is er een enorme groei van de bevolking gezien en eigenlijk bestrijkt Jimbaran en alles naar het zuiden 
(Bukit). In het noorden ligt het district Kuta en in het het zuiden is de Indische Oceaan. 
Het district telt zes dorpen:
- Ungasan
- Tanjung Benoa
- Pecatu met Poera Oeloewatoe
- Kutuh
- Jimbaran
- Benoa